# Risan (Kotor)
Pour les articles homonymes, voir Risan.
Risan (en serbe cyrillique : Рисан) est un village du sud du Monténégro, dans la municipalité de Kotor. C'est la plus ancienne colonie des bouches de Kotor.

## Démographie

### Évolution historique de la population
| 1948 | 1953  | 1961  | 1971  | 1981  | 1991  | 2003  |
| ---- | ----- | ----- | ----- | ----- | ----- | ----- |
| 969  | 1 038 | 1 227 | 1 461 | 1 766 | 2 009 | 2 083 |

### Répartition de la population par nationalités dans la ville
Répartition de la population par nationalités dans la ville de Risan